# Pseudaidia speciosa
Pseudaidia speciosa är en måreväxtart som först beskrevs av Richard Henry Beddome, och fick sitt nu gällande namn av Deva D. Tirvengadum. Pseudaidia speciosa ingår i släktet Pseudaidia och familjen måreväxter. Inga underarter finns listade i Catalogue of Life.